# Танаэльв
Та́наэльв, Тана (норв. Tanaelva, швед. Tana älv), или Те́нойоки (фин. Tenojoki), Тено, фин. Teno или северносаам. Deatnu) — река, протекающая по границе Норвегии и Финляндии (фюльке Финнмарк и провинция Лапландия, соответственно). На саамском языке название означает «большая река». Пятая по протяжённости река Норвегии.
Река дала название норвежской коммуне, по территории которой протекает.

## Гидрография
Образуется слиянием рек Инарийокки (фин. Inarijoki; норв. Anarjohka, Анарйокка) и Карашйокка (норв. Karasjohka; северносаам. Kárášjohka, Карасйокка). Место слияния находится в 12 км к востоку от норвежского города Карасйок.

## Фауна
Река известна среди рыболовов своим крупным лососем. В 1929 году здесь был пойман атлантический лосось рекордным весом в 36 кг. В 2013 году отмечалось появление в реке нетипичного для Финляндии и Норвегии «русского лосося», что связывают с происходящими глобальными изменениями климата. Река впадает в Тана-фьорд.

## История
В 1945 году Генштаб Красной Армии, разгромивший немецко-фашистские войска в Норвегии, выдвинул вопрос о передвижке границы Советского Союза на запад до реки Тана с целью исправить неудобные для СССР положения Конвенции 1826 г., однако они остались без дальнейших действий. В ответ на эти территориальные претензии в 1949 году Норвегия вступила в НАТО.

## Мосты
Через реку построены мосты:
- Тана (норв. Tana bru), сооружён в 1948 году, длина главного пролёта — 195 метров;
- Лапландский (фин. Saamen silta), сооружён в 1993 году, длина главного пролёта — 155 метров.

## Населённые пункты
- Каава
- Утсйоки
- Вуолит-Биевра
- Полмак
- Аллетнъярга
- Миеннаокка
- Ширагурра
- Танабру